# درگیری صحرای غربی
درگیری صحرای غربی درگیری جاری بین جبهه پولیساریو و مراکش است. این درگیری‌ها از شورش جبهه پولیساریو علیه نیروهای استعماری اسپانیا از ۱۹۷۳ تا ۱۹۷۵ و متعاقب آن جنگ صحرای غربی علیه مراکش بین سالهای ۱۹۷۵ و ۱۹۹۱ آغاز شد. امروزه بیشتر درگیری‌ها شامل مبارزات مدنی غیر مسلحانه جبهه پولیساریو و دولت خودخوانده SADR آنها است تا استقلال کاملاً به رسمیت شناخته شده صحرای غربی را بدست آورند.
درگیری پس از عقب‌نشینی اسپانیا از صحرای اسپانیا مطابق با توافقنامه مادرید بالا گرفت. از سال ۱۹۷۵، جبهه پولیساریو، با پشتیبانی و پشتیبانی الجزایر، یک جنگ ۱۶ ساله برای استقلال علیه موریتانی و مراکش انجام داد. در فوریه ۱۹۷۶، جبهه پولیساریو تأسیس جمهوری دموکراتیک عربی صحرا را اعلام کرد، که در سازمان ملل پذیرفته نشد، اما از سوی معدودی از کشورها به رسمیت شناخته شد. به دنبال الحاق صحرای غربی توسط مراکش و موریتانی در سال ۱۹۷۶ و اعلامیه جبهه پولیساریو، سازمان ملل متحد با قطعنامه ای مجدداً بر حق تعیین سرنوشت مردم صحراوی تأکید کرد. در سال ۱۹۷۷، فرانسه هنگامی که درگیری به اوج خود رسید، مداخله کرد. در سال ۱۹۷۹، موریتانی از درگیری و اراضی خارج شد که منجر به بن‌بست در بیشتر دهه ۱۹۸۰ شد. پس از چندین تعامل دیگر بین سالهای ۱۹۸۹ و ۱۹۹۱، توافق‌نامه آتش‌بس بین جبهه پولیساریو و دولت مراکش منعقد شد. در آن زمان، بیشتر سرزمین‌های صحرای غربی تحت کنترل مراکش باقی مانده بود، در حالی که پولیساریو با داشتن اراضی پراکنده در اردوگاه‌های پناهندگان صحراوی در امتداد مرز الجزایر، حدود ۲۰٪ از مساحت صحرا را به عنوان جمهوری دموکراتیک عرب صحراوی کنترل می‌کرد. در حال حاضر، این مرزها تا حد زیادی تغییر نکرده‌اند.
علیرغم ابتکارات صلح متعدد در طی دهه ۱۹۹۰ و اوایل ۲۰۰۰، این درگیری مجدداً تحت عنوان " انتفاضه استقلال " در سال ۲۰۰۵ ظهور کرد. یک سری اغتشاشات، تظاهرات و شورش‌ها، در ماه مه ۲۰۰۵ در مناطق صحرای غربی تحت کنترل مراکش آغاز شد و تا نوامبر همان سال ادامه داشت. در اواخر سال ۲۰۱۰، اعتراضات دوباره در اردوگاه پناهندگان گدیم ایزیک در صحرای غربی آغاز شد. با این که اعتراضات در ابتدا مسالمت آمیز بود، بعداًشاهد درگیری بین غیرنظامیان و نیروهای امنیتی شد و در نتیجه ده‌ها کشته از دو طرف به بار آورد. سلسله اعتراضات دیگر در ۲۶ فوریه ۲۰۱۱، به عنوان واکنش به عدم موفقیت پلیس در جلوگیری از غارت شدن صحراوی‌ها در شهر دخلا، صحرای غربی آغاز شد. اعتراضات به زودی در سراسر این منطقه گسترش یافت. اگرچه تظاهرات پراکنده ادامه دارد، اما جنبش تا ماه مه ۲۰۱۱ فروکش کرد.
امروزه بخشهای وسیعی از صحرای غربی توسط دولت مراکش کنترل می‌شود و به عنوان استانهای جنوبی شناخته می‌شوند، در حالی که حدود ۲۰٪ از قلمرو صحرای غربی تحت کنترل جمهوری دموکراتیک عرب صحراوی (SADR)، دولت پولیساریو با رسمیت شناخته شدن محدود بین‌المللی باقی مانده است. مسایل به رسمیت شناختگی متقابل، ایجاد یک کشور احتمالی صحراوی و تعداد زیادی از پناهجویان صحراوی آواره از درگیری‌ها از جمله موارد اصلی روند صلح صحرای غربی است.

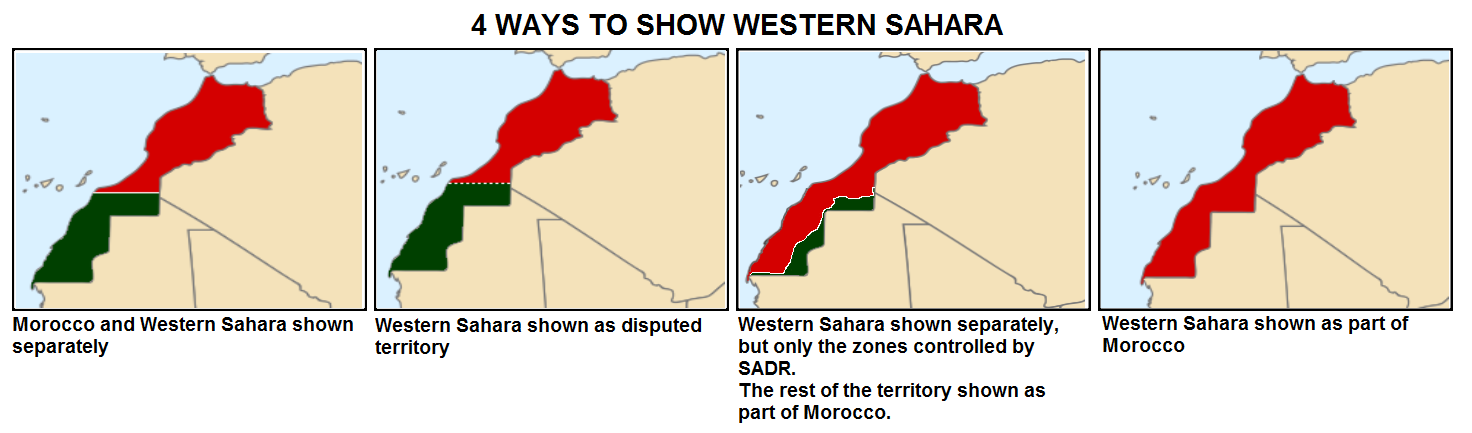
راه‌های نشان دادن صحرای غربی در نقشه‌ها